# سهير المصادفة
سهير المصادفة هي روائية وباحثة ومترجمة مصرية، وهي عضوة «اتحاد كتاب مصر»، و«أتيليه القاهرة».

## السيرة الذاتية
حصلت على الدكتوراه في الفلسفة عام 1994 من موسكو، وهي عضو في اتحاد كتاب مصر، وعملت رئيسًا لتحرير سلسلة كتابات جديدة بالهيئة المصرية العامة للكتاب، وكانت مشرفًا عامًا على سلسلة الجوائز بالهيئة. كانت عضو اللجنة التنفيذية في مشروع مكتبة الأسرة، وكانت عضو اللجنة التحضيرية للنشاط الثقافي في معرض القاهرة الدولي للكتاب. نظمت العديد من الندوات والمحاور الثقافية للنشاط الثقافي المصاحب لمعرض القاهرة الدولي للكتاب، وأسست أيضًا جناحًا لمناقشة المبدعين الجدد بعنوان إبداعات جديدة، كما أنها شاركت في هيئة تحرير وترجمة بعض القواميس والموسوعات في مصر مثل: «قاموس المسرح»، و«موسوعة المرأة عبر العصور»، و«دائرة المعارف الإسلامية». تتولي منصب رئيس الإدارة المركزية للنشر بالهيئة العامة للكتاب.

## أعمالها

### الروايات
- لهو الأبالسة عام 2003.[3]
- ميس إيجيبت عام 2008.[4]
- رحلة الضباع عام 2013.
- بياض ساخن عام 2015.
- لعنة ميت رهينة عام 2017.[1][5]
- يوم الثبات الإنفعالي عام 2019.[6]

## المجموعات الشعرية
- هجوم وديع عام 1997.
- فتاة تجرب حتفها عام 1999.[1]

## الجوائز
- جائزة أندية فتيات الشارقة للشعر من الشارقة عن«فتاة تجرب حتفها» عام 1999
- جائزة أفضل رواية من اتحاد كتاب مصر عن روايتها «لهو الأبالسة» لعام 2005[1]
- جائزة التميز عن عملها في مشروع مكتبة الأسرة عام 1997[6]